# Gavialidium carli
Gavialidium carli är en insektsart som beskrevs av Morgan Hebard 1930. Gavialidium carli ingår i släktet Gavialidium och familjen torngräshoppor. Inga underarter finns listade i Catalogue of Life.